# جک میدوز (ستاره‌شناس)
جک میدوز (انگلیسی: Jack Meadows; ۲۴ ژانویهٔ ۱۹۳۴ – ۱۸ ژوئیهٔ ۲۰۱۶) اخترشناس اهل بریتانیا بود.
وی همچنین برندهٔ جوایزی همچون برنامه فولبرایت شده‌است.